# Cathy Freeman
Catherine Astrid Salome »Cathy« Freeman, avstralska atletinja, * 16. februar 1973, Mackay, Queensland, Avstralija.
Cathy Freeman je nastopila na poletnih olimpijskih igrah v letih 1992 v Barceloni, 1996 v Atlanti in 2000 v Sydneyju v teku na 200 m in 400 m ter 4x400 m. Na igrah leta 2000 je osvojila naslov olimpijske prvakinje v teku na 400 m, leta 1996 pa naslov podprvakinje. Na svetovnih prvenstvih je osvojila naslov prvakinje v letih 1997 in 1999 ter bronasto medaljo leta 1995, na igrah Commonwealtha pa zlate medalje v štafeti 4×100 m leta 1990, na 200 in 400 m leta 1994 ter v štafeti 4×400 leta 2002, leta 1994 pa je osvojila srebrno medaljo v štafeti 4×100 m. Leta 1990 je v starosti šestnajst let kot prva avstralska domorodka osvojila zlato medaljo na igrah Commonwealtha.